# Guillermo Mota
Guillermo Reynoso Mota, född den 25 juli 1973 i San Pedro de Macorís, är en dominikansk före detta professionell basebollspelare som spelade 14 säsonger i Major League Baseball (MLB) 1999–2012. Mota var högerhänt pitcher.
Mota var ursprungligen infielder, men skolades om till pitcher. Han var under hela sin MLB-karriär en avbytarpitcher, så kallad relief pitcher eller reliever, och startade aldrig en enda match i MLB. Han kastade tre olika sorters kast: fastball, slider och changeup.
Mota var 2010 och 2012 med och vann World Series med San Francisco Giants (han fick dock ingen speltid i World Series 2012).

## Karriär

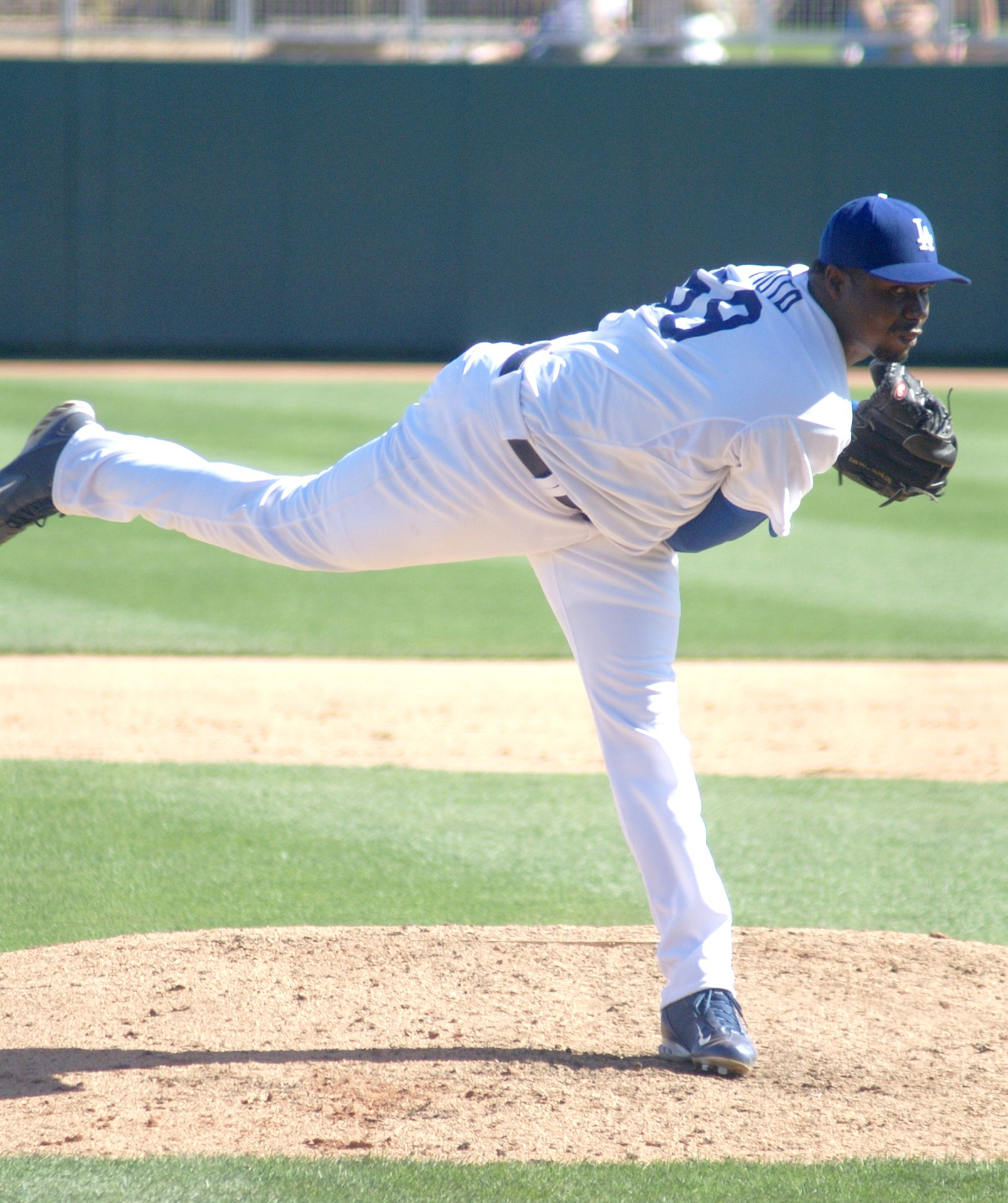
Mota i Los Angeles Dodgers dräkt 2009.

Mota slog en homerun i sin första at bat i MLB 1999 för Montreal Expos – något mycket ovanligt, särskilt för en pitcher. Han spelade för Expos till och med 2001, varefter han spelade för Los Angeles Dodgers 2002–2004, Florida Marlins 2004–2005, Cleveland Indians 2006 och New York Mets 2006–2007. Efter Mets spelade Mota för Milwaukee Brewers 2008, Dodgers igen 2009 och San Francisco Giants 2010–2012.
Efter 2012 blev Mota free agent, men lyckades inte skriva kontrakt med någon ny klubb. Han uttryckte i augusti 2013 en önskan att spela två säsonger till i MLB.
I januari 2014 skrev Mota på ett minor league-kontrakt med Kansas City Royals och bjöds in till klubbens försäsongsträning. Mitt under denna meddelade Mota dock att han avslutade karriären.
Under sina 14 säsonger i MLB 1999–2012 deltog Mota i 743 matcher och var 39–45 (39 vinster och 45 förluster) med en earned run average (ERA) på 3,94 och 696 strikeouts på 856,2 innings pitched. Under åren 1999–2012 var det bara fem pitchers i MLB som spelade fler matcher än Mota.

## Dopning
Mota stängdes i november 2006 av i 50 matcher eftersom han använt dopningsmedel. Han blev den första MLB-spelaren att stängas av enligt MLB:s då nyligen omgjorda och mer hårda antidopningsprogram.
I maj 2012 blev Mota för andra gången avstängd för att ha använt förbjudna medel, denna gång i 100 matcher. Ämnet han hade använt var Clenbuterol.